# Вигурівський бульвар
Вигу́рівський, або Виґу́рівський, бульва́р — бульвар у Деснянському районі міста Києва, житловий масив Вигурівщина-Троєщина. Пролягає від проспекту Червоної калини до вулиці Оноре де Бальзака.

## Історія
Виник у 1980-ті роки році під назвою Бульвар 1-й. Сучасна назва — з 1987 року, від місцевості Вигурівщина, колишнього селища, що існувало на місці теперішнього масиву Вигурівщина-Троєщина і було майже повністю знесене.